# Сіф (вулкан)
Сіф (лат. Sif Mons) — це щитовий вулкан в західній частині області Ейстли на Венері, на південь від рівнини Седни, на захід від рівнини Берегині та на схід від рівнини Ґвіневери, недодалік від гори Гула. Він має діаметр 300 км та висоту 2 км. Вкритий застиглими лавовими потоками, що були побачені ще в 1988 обсерваторією Аресібо. Названий на честь скандинавської богині Сіф.